# Argentina 2–2 Inglaterra (Copa do Mundo de 1998)
A partida entre Argentina e Inglaterra foi realizada em 30 de junho de 1998, e foi válida pelas oitavas de final da Copa da França.
Este jogo é lembrado pelo gol épico do jovem atacante inglês Michael Owen, então com apenas 18 anos de idade, lembrando o gol marcado por Maradona contra a mesma Inglaterra, em 1986. Porém, nos pênaltis, a Argentina levou novamente a melhor, vencendo o time inglês por 4 a 3.

## Cenário Pré-Jogo
12 anos depois, argentinos e ingleses encontrariam-se novamente em uma partida de Copa, desta vez nas oitavas-de-final (em 1986, haviam se enfrentado nas quartas, com vitória da Argentina por 2 a 1). No papel, a equipe sul-americana contava com Gabriel Batistuta liderando o ataque, e o meio-de-campo, capitaneado por Diego Simeone, tinha como destaques Juan Sebastián Verón e Matías Almeyda, auxiliados por Javier Zanetti e Ariel Ortega. O volante Fernando Redondo e o atacante Claudio Caniggia, também jogadores importantes da Albiceleste, foram preteridos por Daniel Passarella por um motivo incomum: o uso de cabelos compridos. Já a Inglaterra, embalada pelo título no Torneio da França, realizado em 1997, apostava na força de sua defesa, liderada pelo experiente goleiro David Seaman, no meio-de-campo, com David Beckham e Paul Scholes armando as jogadas, e nos gols do artilheiro Alan Shearer - embora sentisse a ausência de Paul Gascoigne e Stuart Pearce, não-convocados pelo técnico Glenn Hoddle para a Copa.

## O jogo

### Primeiro tempo: início eletrizante e gol épico de Owen
Logo aos 5 minutos, Simeone apareceu de surpresa no ataque e foi derrubado por Seaman. Pênalti que Batistuta cobrou no canto - o goleiro inglês tocou na bola, mas insuficiente para impedir o gol. Porém, quatro minutos depois e empurrada pela torcida, a Inglaterra mandou-se para o ataque com Owen, que, após receber passe de Scholes, cavou um pênalti ao receber um tranco de Roberto Ayala. Shearer cobrou com força, sem chance para Carlos Roa, empatando o confronto.
Aos 16 minutos, o lance mais bonito da partida: após desarme de Paul Ince, que passou a bola a Beckham, Owen recebeu passe do camisa 7, dominou a bola com precisão, livrou-se de José Chamot - que tentou desequilibrar o jovem atacante, sem êxito - , gingou para cima de Ayala e chutou na saída do goleiro argentino. O gol de Owen é considerado um dos mais bonitos da história das Copas.
Enquanto a Argentina penava para superar a marcação de Ince, Tony Adams e Sol Campbell, Beckham chamava a responsabilidade nas ações ofensivas, assim com Scholes e Owen, que incomodavam Ayala e Chamot. Aos 46 minutos, falta na entrada da área em favor da Argentina. Batistuta e Verón eram os encarregados pela cobrança, que parecia ser ensaiada; "Batigol" passou por cima da bola, "La Brujita" passou a Zanetti, que estava sozinho atrás da barreira, e chutou de perna esquerda, fuzilando Seaman.

### Segundo tempo: malandragem de Simeone, expulsão de Beckham e gol anulado
No segundo tempo, os argentinos decidiram "cozinhar" o jogo, usando a catimba para mexer com o brio dos ingleses. O English Team sentiu a pressão logo no primeiro minuto: Após levar um tranco, Beckham revidou com um pontapé na perna de Simeone, que simulou ter sofrido uma agressão. O árbitro dinamarquês Kim Milton Nielsen caiu na encenação do argentino e mostrou cartão vermelho a Beckham, reduzindo a Inglaterra a 10 jogadores. A torcida inglesa reprovou a atitude de Beckham, que foi severamente criticado. Em 2017, Simeone revelou como provocou a expulsão do inglês, negando que havia sido xingado por ele.
Mesmo com um jogador a menos, o English Team equilibrava as ações com Owen e Scholes no meio-de-campo, com Shearer isolado no ataque. Embora com mais posse de bola, a Argentina não conseguia chegar ao gol com mais objetividade, sendo neutralizada por Campbell e Adams. Nem as alterações de Passarella (Hernán Crespo no lugar de Batistuta e Marcelo Gallardo substituindo Claudio López) surtiram efeito. Campbell chegou a marcar o terceiro gol, que daria a vitória à Inglaterra, mas o árbitro preferiu anular, alegando falta de Shearer que não existiu. Após o lance, Verón engatou um contra-ataque para Crespo, interceptado por Darren Anderton.

## Decisão nos pênaltis
Depois de uma prorrogação sem grandes jogadas de ataque pelos dois lados, argentinos e ingleses disputariam uma vaga nas quartas-de-final. Sergio Berti abriu a série de cobranças. O meia cobrou no canto, Seaman foi na bola, mas não impediu o gol. Alan Shearer, da mesma forma que no tempo normal, converteu a cobrança no ângulo, não dando chance a Roa.
Crespo foi o primeiro a desperdiçar a cobrança, espalmada por Seaman. Ince, um dos destaques no meio-de-campo, também cobrou o pênalti no canto esquerdo, mas Roa espalmou. Verón converteu o terceiro pênalti, no ângulo direito de Seaman. Antes da cobrança de Paul Merson, Roa reclamou da bola fora do lugar, e levou cartão amarelo. O jogador do Middlesbrough chutou forte no canto direito, empatando a disputa. Gallardo converteu a quarta cobrança ao chutar forte no mesmo lugar. Seaman também foi na bola, mas não conseguiu defender.
Owen empatou novamente a disputa, não dando chances ao goleiro argentino, tendo cobrado o penal no ângulo direito. O zagueiro Ayala desempatou logo em seguida, cobrando rasteiro. David Batty teria a responsabilidade: se ele desperdiçasse, a Argentina se classificaria às quartas-de-final; se convertesse, a decisão seria nas cobranças alternadas. Porém, o meia do Newcastle United, que entrara no lugar de Scholes, perdeu a cobrança, que parou nas mãos de Roa.

## Detalhes
| 30 de junho de 1998 | Argentina                          | 2–2               | Inglaterra                   | Stade Geoffroy-Guichard, Saint-Étienne      |
| 21:00               | Batistuta 6' (pen) · Zanetti 45+1' | 2–2 0–0 Relatório | Shearer 10' (pen) · Owen 16' | Público: 30,600 Árbitro: Kim Milton Nielsen |

|                                   |       | Penalidades                    |  |
| Berti Crespo Verón Gallardo Ayala | 4 – 3 | Shearer Ince Merson Owen Batty |  |

| Argentina | Inglaterra |

| GK                | 1  | Carlos Roa 110'            |
| LE                | 22 | Javier Zanetti             |
| LD                | 14 | Nelson Vivas               |
| Z                 | 2  | Roberto Ayala              |
| Z                 | 3  | Chamot                     |
| MD                | 5  | Matías Almeyda 73'         |
| MC                | 8  | Diego Simeone 47' 91'      |
| MC                | 11 | Juan Sebastián Verón 44'   |
| ME                | 10 | Ariel Ortega               |
| AT                | 7  | Claudio López 68' (20)     |
| AT                | 9  | Gabriel Batistuta 68' (19) |
| Reservas:         |    |                            |
| GK                | 12 | Germán Burgos              |
| GK                | 17 | Pablo Cavallero            |
| LE                | 4  | Mauricio Pineda            |
| DC                | 6  | Roberto Sensini            |
| DC                | 13 | Pablo Paz                  |
| MC                | 15 | Leonardo Astrada           |
| ME                | 16 | Sergio Berti 91'           |
| AT                | 18 | Abel Balbo                 |
| AT                | 19 | Hernán Crespo 68' (9)      |
| MC                | 20 | Marcelo Gallardo 68' (7)   |
| AT                | 21 | Marcelo Delgado            |
| Técnico:          |    |                            |
| Daniel Passarella |    |                            |

| GK           | 1  | David Seaman 5'      |
| DC           | 12 | Gary Neville         |
| DC           | 5  | Tony Adams           |
| DC           | 2  | Sol Campbell         |
| MD           | 14 | Darren Anderton 97'  |
| ME           | 3  | Graeme Le Saux 71'   |
| MC           | 7  | David Beckham 47'    |
| MC           | 4  | Paul Ince 10'        |
| MC           | 16 | Paul Scholes 78'     |
| AT           | 20 | Michael Owen         |
| AT           | 9  | Alan Shearer         |
| Reservas:    |    |                      |
| GK           | 13 | Nigel Martyn         |
| GK           | 22 | Tim Flowers          |
| DC           | 6  | Gareth Southgate 71' |
| MC           | 8  | David Batty 97'      |
| AT           | 10 | Teddy Sheringham     |
| MC           | 11 | Steve McManaman      |
| MC           | 15 | Paul Merson 78'      |
| MC           | 17 | Rob Lee              |
| DC           | 18 | Martin Keown         |
| AT           | 19 | Les Ferdinand        |
| DC           | 21 | Rio Ferdinand        |
| Técnico:     |    |                      |
| Glenn Hoddle |    |                      |

| Assistentes: Halim Abdul Hamid Mohamed Al Musawi Quarto árbitro: Rune Pedersen |